# Melissochóri
Melissochóri är en ort i Grekland.   Den ligger i prefekturen Nomós Thessaloníkis och regionen Mellersta Makedonien, i den norra delen av landet, 300 km norr om huvudstaden Aten. Melissochóri ligger 221 meter över havet och antalet invånare är 2 002.
Terrängen runt Melissochóri är kuperad åt sydväst, men åt nordost är den platt. Runt Melissochóri är det ganska tätbefolkat, med 214 invånare per kvadratkilometer. Närmaste större samhälle är Thessaloníki, 13,8 km söder om Melissochóri. Trakten runt Melissochóri består till största delen av jordbruksmark.